# Companyia de Maria-Lestonnac
La Companyia de Maria-Lestonnac o Orde de la Companyia de Maria Nostra Senyora, en llatí Ordo Societatis Mariae Dominae Nostrae, és un institut de perfecció catòlic femení, concretament una congregació religiosa de germanes, una de les primeres femenines dedicades a l'ensenyament. Les seves germanes fan servir les sigles O.D.N.

## Història
Es va fundar a Bordeus per santa Joana de Lestonnac, amb l'ajut del jesuïta Jean de Bordes, que suggerí a Joana, vídua llavors, la creació d'una congregació d'ensenyament per a les noies. El 6 de març de 1606, Joana presentà a l'arquebisbe de Bordeus el projecte d'una congregació que, a semblança de la Companyia de Jesús, es dediqués a la instrucció femenina. L'arquebisbe, que havia pensat de cridar les ursulines amb el mateix objectiu, acollí favorablement la idea i l'aprovà el 25 de març. La Companyia fou aprovada pel papa Pau V el 7 d'abril de 1607 al breu Salvatoris et Domini, que establia l'erecció d'un convent i l'institut com a orde de clausura (les monges feien vots solemnes) i descentralitzat, sense l'autoritat d'una única superiora; el model de les constitucions seria el de la Companyia de Jesús.
L'arquebisbe de Bordeus, cardenal de Sourdis, va fundar llavors el monestir de la Mare de Déu a Bordeus, i l'1 de maig de 1608 Joana de Lestonnac i quatre religioses més reberen l'hàbit. En 1609 el rei Enric IV de França aprovà l'orde, permetent la difusió de l'orde al regne. Fins al 1920, les monges feien vots religiosos solemnes i s'organitzaven en cases autònomes; a partir del 1920, però, Benet XV (amb un decret de 7 de desembre) decidí convertir-la en congregació religiosa on les monges fessin vots simples i sense clausura, unint-se els monestirs en una congregació, que van formar 73 dels 90 monestirs de l'orde. El 27 de desembre de 1956, Pius XII uní a la congregació els monestirs que en 1920 havien quedat al marge d'ella.
El seu programa educatiu tenia fortes influències de l'humanisme, degut en gran part a l'educació que havia rebut la fundadora, educada en part pel seu oncle Michel de Montaigne durant part de la seva infantesa. L'orde comptava amb un projecte educatiu de formació integral, on s'agrupava a les alumnes en diferents grups en funció de les seves edats i coneixements. Per tal de portar-ho a terme s'empraren edificis escolars que responien a les noves exigències pedagògiques.

## Activitat i difusió

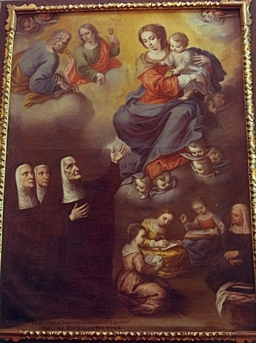
Quadre de final del s. XVII, amb Santa Joana i altres monges pregant; la Mare de Déu se'ls apareix i les nenes escriuen i treballen al costat (Bordeus, Cartoixa de Sant Bru)

Les monges de Lestonnac es dediquen preferentment a la instrucció i educació cristiana dels joves, especialment i fins fa poc, les noies. Històricament han tingut un paper destacat en la promoció del nivell social i cultural de la dona, ja que en molts llocs les dones no tenien una altra possibilitat d'ésser educades.
Al final de 2005, la congregació tenia 1.771 religioses en 212 cases a:
- Catalunya: Barcelona, Badalona, Cardedeu, Mollet, Sant Cugat, Solsona, Tarragona i Lleida.
- Espanya: Aragó, Andalusia, Cantàbria, Castella la Manxa, Castellà Lleó, Euskadi, Extremadura, Galícia, La Rioja, Madrid i Navarra.
- Europa: França, Albània, Bèlgica, Holanda, Itàlia i Regne Unit.
- Àfrica: Camerun, Egipte, Kenyia, Rep. Democràtica del Congo i Tanzània.
- Amèrica: Argentina, Bolívia, Brasil, Colòmbia, Cuba, EUA, Mèxic, Nicaragua, Paraguai, Perú i Xile.
- Àsia: Japó, Filipines i Líban.

El 2000 van rebre la Creu de Sant Jordi.

## Col·laboracions
La Companyia de Maria i totes les seves escoles, col·laboren amb el FISC, Fundación Internacional de Solidaridad Compañía de María, que va ser fundada el 1976 davant de la lluita contra un món desigual, una desigualtat de la qual eren testimonis moltes religioses que treballaven a països del sud i van decidir fer front a aquest problema.
Així es va iniciar una Fundació que camina amb la Companyia de Maria i amb una intensa relació amb totes les seves religioses. Aquesta ONG, té la seu a Donostia, però té també delegacions a Catalunya (des del 1995), Tolosa de Llenguadoc, Andalusia, Nicaragua, Perú, La Rioja, Galícia, Euskalherria i Aragó, entre d'altres.

## Campanyes solidàries
La Companyia de maria, juntament amb totes les seves escoles Lestonnac que té esteses a arreu del món, col·labora en diversos projectes com: l'esmorzar solidari, col·laboracions amb càritas i parròquies locals, i la festa de la solidaritat cada dos anys, que és un projecte on es fa una festa a les escoles Lestonnac i es venen productes artesans treballats pels alumnes de les escoles. els diners que es recullen van destinats a un projecte comú.
Pels 400 anys de la Companyia, es va voler destinar els diners de la festa de la solidaritat a la creació d'una escola al Congo. El projecte va ser anomenat Mobokoli.